# Constantin Rauer
Constantin Rauer (* 27. Januar 1958 in Frankfurt am Main) ist ein deutscher Philosoph, Religions- und Kulturwissenschaftler, der vor allem für seine neue Kant-Interpretation sowie für seine Studien zur zivilisatorischen Bedeutung der Höhlenmalerei und Eiszeitkunst bekannt ist.

## Leben
Rauer wuchs in Frankfurt auf, besuchte ein Internat im Taunus und folgte 1975 der Familie nach Genf, wo sein Vater im darauffolgenden Jahr verstarb. Nach dem künstlerischen Zweig des Collège Voltaire studierte er an der Genfer Kunsthochschule und hörte Vorlesungen zur Kunstgeschichte und Semiologie. Als jüngstes Mitglied der Intellektuellengruppe Argo – woraus später die Zeitschrift Furor hervorging – um den Roland-Barthes-Schüler Daniel Wilhem lernte Rauer das Spektrum der Pariser Intelligenz kennen. 1983 zog er nach Berlin, wo er Philosophie, Religionswissenschaft, Komparatistik, Soziologie und Kunstgeschichte studierte. Als Assistent von Klaus Heinrich unterrichtete Rauer in den 1990er Jahren am Religionswissenschaftlichen Institut der Freien Universität Berlin mit einem Schwerpunkt auf Säkularisierungstheorien und versteckten Religionen (von der Techno-Jugendkultur bis hin zum Lady-Diana-Phänomen). Später promovierte er bei Otfried Höffe in Tübingen mit einer Arbeit über Immanuel Kant. Als Fellow des DAAD sowie der Alexander-von-Humboldt-Stiftung nahm Rauer in den 2000er Jahren Gastprofessuren in Brasilien wahr. Ab 2010 widmete er sich vermehrt seiner – anfangs von der Gerda Henkel Stiftung geförderten – Paläophilosophie. Neben deutschen Hochschulen hielt Rauer zahlreiche Vorträge in Brasilien, Kanada, Frankreich, Luxemburg, Spanien und Bosnien-Herzegowina; seine Arbeiten wurden in vier Sprachen übersetzt.

## Werk

### Wahn und Wahrheit
Für Aufsehen sorgte Rauers Kant-Interpretation 2005 auf dem 10. Internationalen Kant-Kongress in São Paulo, da diese „eine neue Perspektive auftut“. Die anschließende Publikation Wahn und Wahrheit. Immanuel Kants Auseinandersetzung mit dem Irrationalen stellt sowohl „in historischer wie auch in systematischer“ Hinsicht „nicht nur einen wichtigen Beitrag zur Kant-Forschung dar, sondern dokumentiert die wissenschaftsphilosophische Aktualität Kants“. Kants eigene spätere Behauptung, seine Vernunftkritik sei eine Synthese von Rationalismus und Empirismus, und David Hume habe ihn aus dem dogmatischen Schlummer geweckt, „ist für Rauer eine ‚Deckerinnerung‘, um seine ‚Kritik‘ dem breiten Publikum schmackhaft zu machen.“ Tatsächlich geht Kants Umkehrung der Denkungsart aus seiner Auseinandersetzung mit dem Wahnsinn Emanuel Swedenborgs und seiner daraus entstandenen Wahntheorie hervor. Die „Kantische Psychoanalyse“, die Rauer erstmals herausarbeitet, präsentiert Kants Wahnkritik von seinem frühen Versuch über die Krankheiten des Kopfes bis hin zu seiner späten Religionsschrift. Vermittels seiner Methode der Anwendung überträgt Kant die Wahnkritik in eine Vernunftkritik, wobei der Spiegel zwischen beiden in den Projektionsmechanismen des Erkenntnisprozesses liegt. So wird Kant nicht nur als „bedeutender Aufklärer, sondern zugleich als Rationalismuskritiker charakterisiert“. Rauers Werk sorgte auch international für Aufsehen.

### Epistemologie
Rauer ist ein philosophischer Genealoge, der vermittels einer Archäologie des Denkens die Ursprünge, Entstehungsgeschichten und Werdegänge von Begriffen und kulturellen Vorstellungen erforscht. Dabei geht es nicht nur um eine Philosophie des Was, sondern auch des Wie: literarisch durchgearbeitete Texte, die architektonisch durchstrukturiert sind und klare Fluchtlinien der Argumentation erkennen lassen. Konzeptionell sind auch die Beziehungen zwischen seinen Arbeiten, die einerseits thematisch breit aufgestellt sind, sich andererseits jedoch wie ein Baukastensystem zusammenfügen. Hierzu gehören u. a. seine genealogischen Studien zu den Begriffen Krieg und Frieden, seine Archäologie der Geschichtsphilosophie bei Kant und Rousseau, die Genealogie der Moral bei Kant und Nietzsche sowie das Dispositiv von Aufklärung und Vampirismus – alles Beiträge, die in der Paläophilosophie ihr Pendant finden.

### Paläophilosophie
In einem YouTube publizierten Interview präsentiert Rauer die Programmatik, Systematik und Methodik seiner Paläophilosophie. Dabei geht es um den Ursprung des Menschen, sofern man diesen nicht beim Werkzeuggebrauch, sondern mit dem Symbolischen ansetzt. Die Paläophilosophie betreibt daher eine Archäologie des menschlichen Bewusstseins, die anhand der ältesten symbolischen Repräsentationen den Ursprung der menschlichen Vorstellungen zu rekonstruieren versucht. Hierfür wird neben dem symbolischen Gehalt der Bestattungen vor allem die Bildsprache der Höhlenmalerei und Eiszeitkunst untersucht. Rauers Ikonographie geht dabei symptomatologisch vor, indem sie die neuralgischen Punkte der Vorstellungswelt ermittelt, aus deren Puzzle sich nach und nach das Weltbild der Jungpaläolithiker erschließt. Symptomatisch ist z. B. die jungsteinzeitliche Maskierung, die er in Maske und Tabu analysiert. Hybrid als Tiere maskiert sind die Magier, deren Thaumaturgien Rauer erstmals dem Bildmaterial zu entnehmen vermag – u. a. in Lascaux, oder die Geburt der Ethik. Seine Ikonographie analysiert auch die Mythen: auf der einen Seite des Lebens (u. a. in Wandgeburten der Höhlenmalerei) sowie auf der anderen Seite des Todes (u. a. in Die Höhle Cougnac). Beiderseits kann gezeigt werden, dass die Felswand eine Membran zwischen Diesseits und Jenseits darstellt; eine Tauschbörse animistischer Glaubensvorstellungen. Da in den Mythen und Kulten die (Über-)Identifikation der Menschen mit den Tieren eine zentrale Rolle spielt, analysiert Rauer die jungsteinzeitlichen Gewaltdarstellungen (Die blutende Felswand, Die Höhle Cougnac, Gewalt und Kult). Dabei kommen Prozesse der Objektverschiebung und des Subjekttausches zum Vorschein, die er – bereits zu Beginn seiner Studien – in einem Interview mit dem Deutschlandfunk wie folgt skizzierte: „Und da das in der Zeit noch ein fast ähnlicher Vorgang ist – der Krieg und die Jagd –, projizieren sie [die Jungpaläolithiker] das schlechte Gewissen, was sie vom Krieg her haben, auf die Jagd, und identifizieren sich dadurch mit der Beute. Das sieht man ja in Cougnac, wie der eine getötete Mensch sich in einen Riesenhirsch verwandelt als Geist – auch die ganzen anderen dargestellten Tiere sind wahrscheinlich gar nicht diese dargestellten Tiere, sondern alle Geister von Verstorbenen –, und wenn ich jetzt so einen Riesenhirsch esse, könnte ich ja meinen Großvater essen. Und dann gibt es ein Problem. Und das muss geregelt werden.“

### Anthropologie
Aus Rauers Entschlüsselung der Eiszeitsymbolik erschließt sich auch eine neue Perspektive der Anthropologie. In einem vom Deutschlandradio online veröffentlichten Vortrag geht er der Genealogie des Menschenbildes von der Steinzeit bis heute nach und zeigt, dass die hybride Geschichte der Menschendarstellung erstaunlich konstant bleibt, während sich ihre Bedeutungs(ge-)schichten fortlaufend verändern. Weiterführend zeigt er in Das Bild des Menschen, wie sich der Mensch gerade in der heutigen Bildgesellschaft zusehends in seinem Selbstbild verliert und welche Aufgaben hieraus für eine philosophische Bildanthropologie entspringen.

## Veröffentlichungen
- Wahn und Wahrheit. Kants Auseinandersetzung mit dem Irrationalen. Akademie Verlag, Berlin 2007. (2. Aufl. De Gruyter, Berlin 2012). [2012]

Aufsätze (Auswahl)
- Katastrophenlandschaften zwischen Apokalypse und Selbstbehauptung. In: Atlantis zum Beispiel. Hrsg. D. Kamper und U. Sonnemann, Luchterhand, Darmstadt und Neuwied 1986, S. 91–114. [1986]
- Kants Zivilisationskritik. Ein Ausweg aus Rousseaus Kulturpessimismus. In: Kant et la France – Kant und Frankreich. Hrsg. J. Ferrari et al., Georg Olms Verlag, Hildesheim u. a. 2005, S. 55–68.
- Totengespräch zwischen Kant und Nietzsche zur Moralphilosophie. In: Kant und Nietzsche im Widerstreit. Hrsg. B. Himmelmann, De Gruyter, Berlin 2005, S. 119–129.
- Die Kritik des Wahns als Schlüssel zu Kants kritischer Wende. In: Recht und Frieden in der Philosophie Immanuel Kants. Akten des X. Internationalen Kant-Kongresses, Hrsg. im Auftrag der Kant-Gesellschaft e.V. von V. Rohden et al., De Gruyter, Berlin 2008, Bd. 2, S. 625–636. [2008]
- Von der Aufklärung des Vampirismus zum Vampirismus der Aufklärung. Eine west-östliche Debatte zwischen einst und heute. In: Philosophische Online-Zeitschrift Ethic@, Sommer 2008, S. 87–117.
- Diana, „Princess of Wales. Vom Mythos einer gejagten Jägerin“. In: Deutschlandsaga Fanzine – 90er Jahre. Hrsg. im Auftrag der Schaubühne von F. Barmer et al., Berlin 2008, S. 4–10.
- Le tournant critique de Kant. De la psychologie empirique des années 60 à la logique transcendantale des années 80. Avec une bibliographie chronologique concernant Kant et la psychologie. In: Les années 1747–1781. Kant avant la Critique de la raison pure, Actes du VIIIe Congrès de la Société d’études kantiennes de langue française. Hrsg. L. Langlois, Vrin, Paris 2009, S. 287–294.
- Kant e a Loucura. In: Kant e-Prints. Hrsg. von der Campinas Section of the Brasilian Kant Society, Série 1, vol. 5, Nr. 1, Jan.-Jul. 2010, S. 61–74.
- Zur Philosophie des Menschenbildes und ihrer zukünftigen Politik (zweisprachig Deutsch-Portugiesisch). In: Filosofia: reflexões contemporâneas. Hrsg. von M. A. Spica und E. Bilibio, Editora Unicentro, Guarapuava 2010, S. 124–145.
- Diálogo de mortos entre Kant e Nietzsche sobre filosofia moral. In: Projetos de filosofia, Coleção Filosofia – 208. Hrsg. A. Bavaresco, E. Barbosa, K. Martins, EDIPUCRS, Porto Alegre, RS, Brasil, 2011, S. 151–163. (Übersetzung ins Portugiesische von „Totengespräch zwischen Kant und Nietzsche zur Moralphilosophie“).
- Kant e a Loucura. In: Projetos de filosofia, Coleção Filosofia – 208. Hrsg. A. Bavaresco, E. Barbosa, K. Martins, EDIPUCRS, Porto Alegre, RS, Brasil, 2011, S. 137–150.
- Die blutende Felswand. Zur Ikonographie der Farbe Rot im Jungpaläolithikum. In: Rot – Die Archäologie bekennt Farbe. 5. Mitteldeutscher Archäologentag vom 4. bis 6. Oktober 2012 in Halle (Saale). Hrsg. H. Meller, Chr.-H. Wunderlich u. F. Knoll, Halle (Saale) 2013, S. 99–112.
- Kant's Philosophy of Projection: The Camera Obscura of the Inaugural Dissertation. In: Rethinking German Idealism. Hrsg. von S.J. McGrath, Joseph Carew, Palgrave Macmillan, London 2016, S. 21–50.
- Lascaux oder Die Geburt der Ethik. In: Prähistorische Zeitschrift, Band 92, Heft 1, 2017, S. 1–39.
- Wandgeburten der Höhlenmalerei. In: Das Altertum, Band 62, 2017, S. 271–310.
- Die Höhle Cougnac. Gewalt und Religion in der Höhlenmalerei. In: Prähistorische Zeitschrift, Band 94, Heft 2, 2019, S. 307–350.

## Auszeichnungen
Für Wahn und Wahrheit erhielt Rauer 2005 den Promotionspreis der Eberhard Karls Universität Tübingen und 2010 eine Übersetzungsförderung von Geisteswissenschaften International – Auszeichnung zur Förderung der Übersetzung geisteswissenschaftlicher Werke.